# Martin Kavka (hasič)
Martin Kavka (* 18. prosince 1973 Praha) je český hasič, příslušník Hasičského záchranného sboru České republiky aktuálně v hodnostním označení plukovníka. Je mluvčím Hasičského záchranného sboru hl. m. Prahy a hasičský vyšetřovatel. Vede také oddělení komunikace na Generálním ředitelství HZS. Zároveň zastává funkci mluvčího hasičů Správy železnic.

## Život a kariéra
Martin Kavka nastoupil k pražským hasičům v roce 1994. Není z hasičské rodiny a hasičem ani nikdy být nechtěl. Po maturitě v ČKD otevřel Zlaté stránky a všiml si nápisu "hasiči". V Praze začal jako výjezdový hasič. Po 2 letech se stal vyšetřovatelem příčin požárů, od roku 2017 pracuje jako mluvčí sboru a od roku 2018 také jako vedoucí Oddělení zjišťování příčin požárů. "Vyšetřovatel je na místě spolu s hasiči, kteří hasí. Ne jen, že zjišťuje příčinu požáru, ale řeší i v požární prevenci. Vyšetřovatel prakticky stojí za těma hasiči jde dovnitř. Rozumí tomu požáru, rozvoji požáru, ví, jak se ten plamen chová, dokážou najít kriminalistické ohnisko požáru a dokáží do toho dát odborný vhled. Pak to případně posíláme policii."
Martin Kavka založil twitterový účet Hasiči Praha, který se záhy zařadil mezi nejsledovanější účty veřejné správy. V prosinci 2023 měl 44,7 tisíc sledujících. Žádný jiný hasičský účet v Česku není populárnější. Jen rok poté, co se Martin Kavka stal tiskovým mluvčím pražských hasičů, jej ocenila i odborná společnost. V roce 2018 se v anketě PR Klubu umístil mezi pěti nejlepšími mluvčími ve veřejné sféře. V roce 2019 tuto kategorii ankety Mluvčí roku vyhrál. V posledním roce se věnuje především focení zásahů. Fotky z akce ve velké míře doplňuje na Instagram pražských hasičů.
V létě 2022 byl jednou z hlavních tváří největšího zásahu českých hasičů v historii - u požáru v Národním parku České Švýcarsko. V únoru 2023, během nasazení českých hasičů v Turecku po ničivém zemětřesení v rámci týmu USAR, který vysílá na mise Generální ředitelství Hasičského záchranného sboru ČR, byl nositelem myšlenky, aby osobnosti děkovaly českému týmu za mimořádné nasazení v místě tragédie. Vzniklo tak vlákno na sociální síti Twitter pod účtem Hasiči ČR, ve kterém zdravice poslali mj. zvolený prezident Petr Pavel novinář Michal Kubal, herec Petr Čtvrtníček a desítky dalších. Martin Kavka je také akreditovaným členem USAR týmu a v případě potřeby a povelu tak může vyjíždět do zahraničí k mimořádným událostem. Absolvoval cvičení USAR na Sicílii v Itálii, které se zaměřilo na trénink vyprošťovaní a záchranu osob z trosek po zemětřesení.
V červnu 2023 převzal třetí místo v anketě Hasič roku 2022 - za skvělou komunikaci v médiích a na sociálních sítích. Byl taky členem kolektivu tiskových mluvčích a dokumentaristů při požáru v Hřensku“, který byl nepostradatelný v komunikaci s médii a veřejností při požáru v Národním parku České Švýcarsko, a v anketě zvítězil v kategorii „Kolektiv roku“.
Od července 2024 je pověřený vedením oddělení komunikace na Generálním ředitelství Hasičského záchranného sboru ČR a bylo mu propůjčeno hodnostní označení plukovníka.
Vedle angažmá u HZS ČR zastává i pozici mluvčího Správy železnic pro mimořádné události, a to od února 2024.
Dva měsíce po útocích teroristů na WTA v New Yorku a Washington 11. září 2001 navštívil americké kolegy. O tragické události, při které bezprostředně v místě Ground zero zahynulo zhruba 350 hasičů a další stihly následky zásahu, mluvil Kavka v rozhovoru s Václavem Moravcem v BBC. „Jeden hasič mi vyprávěl, že ten velitelský sbor, který se skládal ze všech velitelů a těch nejvyšších představitelů newyorských hasičů, byl v té druhé věži, kde byla nejlepší pozice pro to velení. Oni byli, dalo by se říci na úrovni toho požáru v té první věži a přesně teď nevím, za jakou dobu, za kolik minut přiletělo druhé letadlo a odřízlo je od okolního světa a ti hlavní velící důstojníci, kteří mají ten zásah na starosti a kteří ovládali celou tu akci, tak byli odříznuti a věděli, že už je s nimi skoro konec, že to asi nepřežijí.“
Martin Kavka před lety založil web Požáry.cz, který se zaměřuje na hasičskou problematiku a zpravodajství z celé republiky. Podílel se taky na vytvoření a popularizaci preventivních akcích Umím uhnout, Tři metry k životu nebo I tobě koluje v žilách naše krev.

## Rodina
Má dva syny. Ondřej řídí vlaky, Oliver metro.

## Významné požáry

### Požár Průmyslového paláce (2008)
Dne 16. října 2008 vypukl požár v levém křídle historicky cenné budovy Průmyslového paláce v Holešovicích. Martin Kavka byl tehdy jedním ze dvou vyšetřovatelů, kteří měli za úkol zjistit, proč začalo hořet. Spolu s Radkem Kislingerem po složitém prověřování stanovili jako příčinu zapnutý elektrický vařič nacházející se v jednom ze stánků vystavovatelů, na kterém byly umístěny hořlavé předměty. Jeden z pracujících dělníků tehdy zavadil o vypínač vařiče uvnitř jendoho ze stánků. Vystavovatelé ho ale nepoužívali. Sloužil jako odkládací plocha pro prospekty a ubrousky. Škoda po požáru tehdy dosáhla přibližně miliardy korun.

### Ateliéry Barrandov (2016)
26. srpna 2016 hořely filmařské ateliéry na Barrandově.

### Sklady v Hostivaři (2018)
Dne 8. května 2018 vypukl požár skladovacích hal v pražské Hostivaři. Kouř byl vidět z celé Prahy. Na místo se sjelo 200 hasičů a zásah trval několik dnů. Hasičští vyšetřovatelé stanovili jako příčinu cizí zavinění. Den po té policie zahájila úkony trestního řízení pro podezření z přečinu obecné ohrožení z nedbalosti. Škoda byla stanovena na 45 milionů korun.
Martin Kavka tehdy v roli mluvčího projevil naplno svoji otevřenost vůči novinářům. Těm vyhradil místo v blízkosti požáru tak, aby kameramani dokázali získat kvalitní záběr. "Aspoň hasičský auto, jak z něho vystupují hasiči. Potřebujete těm novinářům aspoň nějaký vhled do té situace. To je prostě jejich práce, musíte jim trošku umožnit. Ta policie měla tendenci novináře vyhánět za roh, aby se nedívali. Já jsem říkal Proč, když tohleto uděláme, tak oni nám tu budou lítat po okolí a budou hledat si to místo. Tak jsem jim tam dal nějaký prostor a oni tam zůstali. A byla tam ta symbióza."